# Kronefjället
Kronefjället este o arie protejată (arie specială de conservare — SAC, sit de importanță comunitară — SCI) din Suedia întinsă pe o suprafață de 21,7 ha, integral pe uscat.

## Localizare
Centrul sitului Kronefjället este situat la coordonatele 59°47′04″N 12°03′14″E / 59.7844°N 12.054°E.

## Înființare
Situl Kronefjället a fost declarat sit de importanță comunitară în ianuarie 2002 pentru a proteja 1 specie de plante. Situl a fost protejat și ca arie specială de conservare în martie 2011.

## Biodiversitate
Situată în ecoregiunea boreală, aria protejată conține 1 habitat natural: Taiga vestică.
La baza desemnării sitului se află o specie protejată de  plante: Cynodontium suecicum.